# Obereopsis variantennalis
Obereopsis variantennalis là một loài bọ cánh cứng trong họ Cerambycidae.